# 經濟財政部 (義大利)
經濟財政部（義大利語：Ministero dell'Economia e delle Finanze）是意大利掌管國家經濟財政的最高機關，按照1999年通過的300號法令，於2001年成立。現任部長為贾恩卡洛·焦尔杰蒂。

## 外部連結
- 意大利經濟財政部 （页面存档备份，存于） （意大利文）